# Клэй, Уилл
Уилл Клэй (англ. Will Claye; род. 13 июня 1991 года) — американский легкоатлет, выступающий в тройном прыжке и прыжке в длину. Чемпион мира 2012 года в помещении в тройном прыжке, серебряный призёр Олимпийских игр 2012 года в тройном прыжке и бронзовый призёр тех же Игр в прыжке в длину. Первый мужчина с 1936 года, выигравший на одной Олимпиаде медали в этих 2 дисциплинах.
Спортивную карьеру начал в 2009 году. Чемпион Панамериканских игр среди юниоров. На мировом первенстве 2011 года стал бронзовым призёром с результатом 17,50 и занял 9-е место в прыжках в длину. Победитель национальной ассоциации студенческого спорта 2011 года. В этом же году стал серебряным призёром чемпионата США. На чемпионате США 2012 года стал победителем в тройном прыжке и занял 2-е место в прыжке в длину. На мировом первенстве в помещении выиграл золотую медаль в тройном прыжке с результатом 17,70 м.
На предолимпийском чемпионате мира в Дохе, американский спортсмен стал серебряным призёром чемпионата мира в тройном прыжке. Показав результат 17,74 метра, он уступил своему именитому соотечественнику Кристиану Тейлору.  
Учился во Флоридском университете.